# Ajdin Penava
Ajdin Penava (Sarajevo, 11 marzo 1997) è un cestista bosniaco.

## Carriera
Con la Bosnia ed Erzegovina ha disputato i Campionati europei del 2022.

## Palmarès
- Supercoppa polacca: 1

Śląsk Breslavia: 2024